# Aeroportul Kyaukpyu
Aeroportul Kyaukpyu (IATA: KYP, ICAO: VYKP) este un aeroport din Myanmar.
Situat la o altitudine de 6 m, aeroportul dispune de o singură pistă.